# Råtjärnen (Hagfors socken, Värmland)
Råtjärnen är en sjö i Hagfors kommun i Värmland och ingår i Göta älvs huvudavrinningsområde.